# بارتشام گاوگ
بارتشام گاوگ (به لاتین: Bartsham Gewog) یک منطقهٔ مسکونی در بوتان (کشور) است که در ناحیه تراشیگانگ واقع شده‌است.